# فو بیا
فو بیا (انگلیسی: Phou Bia) با ارتفاع ۲٬۸۱۹ متر از سطح دریا بلندترین قله کشور لائوس محسوب می‌شود. 